# Szfenikus számok
Szfenikus számoknak (ékszámoknak vagy ék alakú számoknak - a görög σφήνα, 'ék' szóból) azon pozitív egész számokat nevezzük, melyek három különböző prímszám szorzataként állnak elő.
Nem elegendő, hogy a számnak pontosan 3 különböző prímtényezője legyen, az is szükséges, hogy azok az első hatványon szerepeljenek. Így a 60 = 22 × 3 × 5, bár pontosan 3 prímtényezője van, mégsem szfenikus szám.
Minden szfenikus számnak pontosan nyolc osztója van. Ha a számot n = p1p2p3 formában fejezzük ki (ahol p1, p2, p3 különböző prímszámok), akkor az osztói {1, p1, p2, p3, p1p2, p1p3, p2p3, n} (nem feltétlenül növekvő sorrendben).
A szfenikus számok definíció szerint négyzetmentesek. A Möbius-függvény −1-et eredményez bármely szfenikus számra.
Az első tíz szfenikus szám: 30, 42, 66, 70, 78, 102, 105, 110, 114, 130 … (A007304 sorozat az OEIS-ben)
A legnagyobb ismert szfenikus szám a három legnagyobb ismert prímszám szorzata, ez 2016 elején (274 207 281  − 1) × (257 885 161 − 1) × (243 112 609 − 1) volt.

## Egymást követő szfenikus számok
A legkisebb egymást követő szfenikus számok a 230 = 2×5×23 és a 231 = 3×7×11. A legkisebb egymást követő három szfenikus szám az 1309 = 7×11×17, 1310 = 2×5×131 és 1311 = 3×19×23. Háromnál több egymást követő szfenikus szám nem lehetséges, hiszen négy egymást követő egész szám egyike osztható 4 = 2×2-vel, így nem négyzetmentes.
A 2013 (3×11×61), 2014 (2×19×53) és 2015 (5×13×31) szfenikus számok. A következő eset, hogy három egymást követő szfenikus évszám legyen, 2665 (5×13×41), 2666 (2×31×43) és 2667-ben (3×7×127) fog bekövetkezni (A165936 sorozat az OEIS-ben).